# Sédonoudé Abouta
Sédonoudé Janvier Abouta (ur. 1 stycznia 1981) – malijski piłkarz grający na pozycji napastnika.

## Kariera klubowa
Karierę piłkarską Abouta rozpoczął w klubie Djoliba Athletic Club ze stolicy kraju Bamako. W 2002 roku zadebiutował w jego barwach w malijskiej Première Division. W 2003 roku osiągnął swój pierwszy sukces w karierze, gdy zdobył Puchar Mali. Z kolei w 2004 roku sięgnął z Djolibą po dublet - mistrzostwo i puchar kraju. W 2007 roku przeszedł do USM Algier, ale po rozegraniu 8 meczów w lidze algierskiej wrócił do Djoliby AC. Jeszcze dwukrotnie wywalczył z nią mistrzostwo kraju (2008, 2009) i dwukrotnie puchar kraju (2008, 2009). W połowie 2009 roku odszedł do saudyjskiego Al Raed FC. W latach 2010-2016 ponownie grał w Djoliba AC, w którym zakończył karierę.

## Kariera reprezentacyjna
W reprezentacji Mali Abouta zadebiutował w 2003 roku. W 2004 roku został powołany do kadry na Puchar Narodów Afryki 2004, na którym Mali zajęło 4. miejsce. Zawodnik rozegrał jeden mecz na tym turnieju, o 3. miejsce z Nigerią (1:2 i gol w 70. minucie). W tym samym roku wystąpił też w Igrzyskach Olimpijskich w Sydney, dochodząc z Mali do ćwierćfinału. Od 2003 do 2006 roku rozegrał w kadrze narodowej 10 meczów i strzelił jednego gola.